# Iggy Malmborg
Iggy Lond Malmborg (* 1987 in Malmö) ist ein schwedischer Schauspieler.

## Karriere
Erstmals sah man ihn 2010 in der schwedisch-deutschen Kriminalserie Mankells Wallander.
2011 folgten Auftritte in der schwedisch-dänisch-deutschen Kriminalserie Die Brücke – Transit in den Tod. Er verkörperte in drei Folgen die Rolle des Sören.
2013 wirkte er im schwedischen Thriller Skumtimmen des Regisseurs Daniel Alfredson mit.
Größere Bekanntheit erlangte er 2014 im schwedischen Spielfilm Something Must Break von Ester Martin Bergsmark. Das Transgender-Drama gewann eine Reihe von Festivalpreisen, die Hauptdarstellerin wurde mit dem Guldbagge-Preis ausgezeichnet. 2014 sah man ihn an der Seite von Jella Haase und Félice Jankell im schwedisch-deutschen Drama Die junge Sophie Bell (Originaltitel: Unga Sophie Bell) der Regisseurin Amanda Adolfsson. Es folgten weitere kleine Rollen in den schwedischen Kurzfilmen Flaket (2015) und Mephobia (2017).
2016 sah man ihn in zwei Fernsehserien. In der schwedisch-französischen Fernsehserie Midnight Sun verkörperte er die Rolle des Eddies. Die Serie wurde am 27. Mai 2018 erstmals im deutschen Raum auf dem Sender ZDF ausgestrahlt. Anschließend sah man ihn in der Rolle des Lennie in der schwedischen Fernsehserie Springflut. Sie basiert auf dem Roman Die Springflut (Originaltitel: Springfloden) von Cilla und Rolf Börjlind aus dem Jahr 2012.

## Filmografie (Auswahl)

### Kinofilme
- 2013: Skumtimmen
- 2014: Something Must Break
- 2014: Die junge Sophie Bell (Originaltitel: Unga Sophie Bell)

### Kurzfilme
- 2011: The Behemoth
- 2015: Flaket
- 2017: Mephobia

### Fernsehserien
- 2010: Mankells Wallander: Das Gespenst
- 2011: Die Brücke – Transit in den Tod (drei Folgen)
- 2016: Springflut (sechs Folgen)
- 2016: Midnight Sun (vier Folgen)
- 2018: Springflut (Springfloden)